# Copa Intercontinental de Fútbol Sala 2007
La Copa Intercontinental de Futsal de 2007 corresponde a la décima edición del trofeo y a la cuarta Copa Intercontinental de Futsal reconocida por la FIFA. Todos los encuentros se jugaron en la localidad de Portimão (Portugal) del 3 al 8 de abril.
Los participantes fueron:
- Benfica de Portugal, club invitado y subcampeón de la Liga Portuguesa.
- Boomerang Interviú de España, campeón de Europa, y defensor del título.
- Carlos Barbosa de Brasil, subcampeón del Torneo Sudamericano de Clubes de 2006.
- Nagoya Oceans de Japón, campeón de fútbol sala de Japón.
- Malwee/Jaraguá de Brasil, campeón del Torneo Sudamericano de Clubes de 2006.
- Sporting Lisboa de Portugal, club invitado y campeón de la Liga Portuguesa.
- Toyota Luanda de Angola, club invitado de África.
- World United FC de Estados Unidos, campeón de la Liga Nacional de los Estados Unidos.

## Fase de grupos

### Grupo A
| Equipo                | Pts | PJ | PG | PE | PP | GF | GC | Dif. |
| --------------------- | --- | -- | -- | -- | -- | -- | -- | ---- |
| 1. Boomerang Interviú | 7   | 3  | 2  | 1  | 0  | 13 | 5  | +8   |
| 2. Benfica            | 6   | 3  | 2  | 0  | 1  | 13 | 4  | +9   |
| 3. Carlos Barbosa     | 4   | 3  | 1  | 1  | 1  | 7  | 8  | -1   |
| 4. Nagoya Oceans      | 0   | 3  | 0  | 0  | 3  | 1  | 17 | -16  |

3 de abril
| Hora  | Partido                            | Resultado |
| ----- | ---------------------------------- | --------- |
| 21:00 | Boomerang Interviú - Nagoya Oceans | 8-1       |

4 de abril
| Hora  | Partido                             | Resultado |
| ----- | ----------------------------------- | --------- |
| 20:00 | Carlos Barbosa - Boomerang Interviú | 2-2       |
| 22:00 | Nagoya Oceans - Benfica             | 0-5       |

5 de abril
| Hora  | Partido                  | Resultado |
| ----- | ------------------------ | --------- |
| 17:30 | Benfica - Carlos Barbosa | 6-1       |

6 de abril
| Hora  | Partido                        | Resultado |
| ----- | ------------------------------ | --------- |
| 20:00 | Carlos Barbosa - Nagoya Oceans | 4-0       |
| 22:00 | Benfica - Boomerang Interviú   | 2-3       |

### Grupo B
| Equipo             | Pts | PJ | PG | PE | PP | GF | GC | Dif. |
| ------------------ | --- | -- | -- | -- | -- | -- | -- | ---- |
| 1. Malwee/Jaraguá  | 9   | 3  | 3  | 0  | 0  | 23 | 6  | +17  |
| 2. Sporting Lisboa | 6   | 3  | 2  | 0  | 1  | 16 | 6  | +10  |
| 3. World United FC | 3   | 3  | 1  | 0  | 2  | 11 | 20 | -9   |
| 4. Toyota Luanda   | 0   | 3  | 0  | 0  | 3  | 3  | 21 | -18  |

4 de abril
| Hora  | Partido                           | Resultado |
| ----- | --------------------------------- | --------- |
| 15:00 | Toyota Luanda - Malwee/Jaraguá    | 1-9       |
| 17:00 | Sporting Lisboa - World United FC | 9-1       |

5 de abril
| Hora  | Partido                          | Resultado |
| ----- | -------------------------------- | --------- |
| 20:00 | World United FC - Malwee/Jaraguá | 4-10      |
| 22:00 | Sporting Lisboa - Toyota Luanda  | 6-1       |

6 de abril
| Hora  | Partido                          | Resultado |
| ----- | -------------------------------- | --------- |
| 15:00 | World United FC - Toyota Luanda  | 6-1       |
| 17:00 | Sporting Lisboa - Malwee/Jaraguá | 1-4       |

## Semifinales
7 de abril
| Hora  | Partido            | Partido | Partido         | Resultado |
| ----- | ------------------ | ------- | --------------- | --------- |
| 16:00 | Malwee/Jaraguá     | -       | Benfica         | 6-2       |
| 18:00 | Boomerang Interviú | -       | Sporting Lisboa | 3-1       |

## 3º y 4º puesto
| Hora  | Partido         | Partido | Partido | Resultado |
| ----- | --------------- | ------- | ------- | --------- |
| 16:00 | Sporting Lisboa | -       | Benfica | 4-2       |

## Final
| Hora  | Partido        | Partido | Partido            | Resultado |
| ----- | -------------- | ------- | ------------------ | --------- |
| 18:00 | Malwee/Jaraguá | -       | Boomerang Interviú | 1-3       |

- Datos: Q2894631